# Andrzej Bieńkowski (ekonomista)

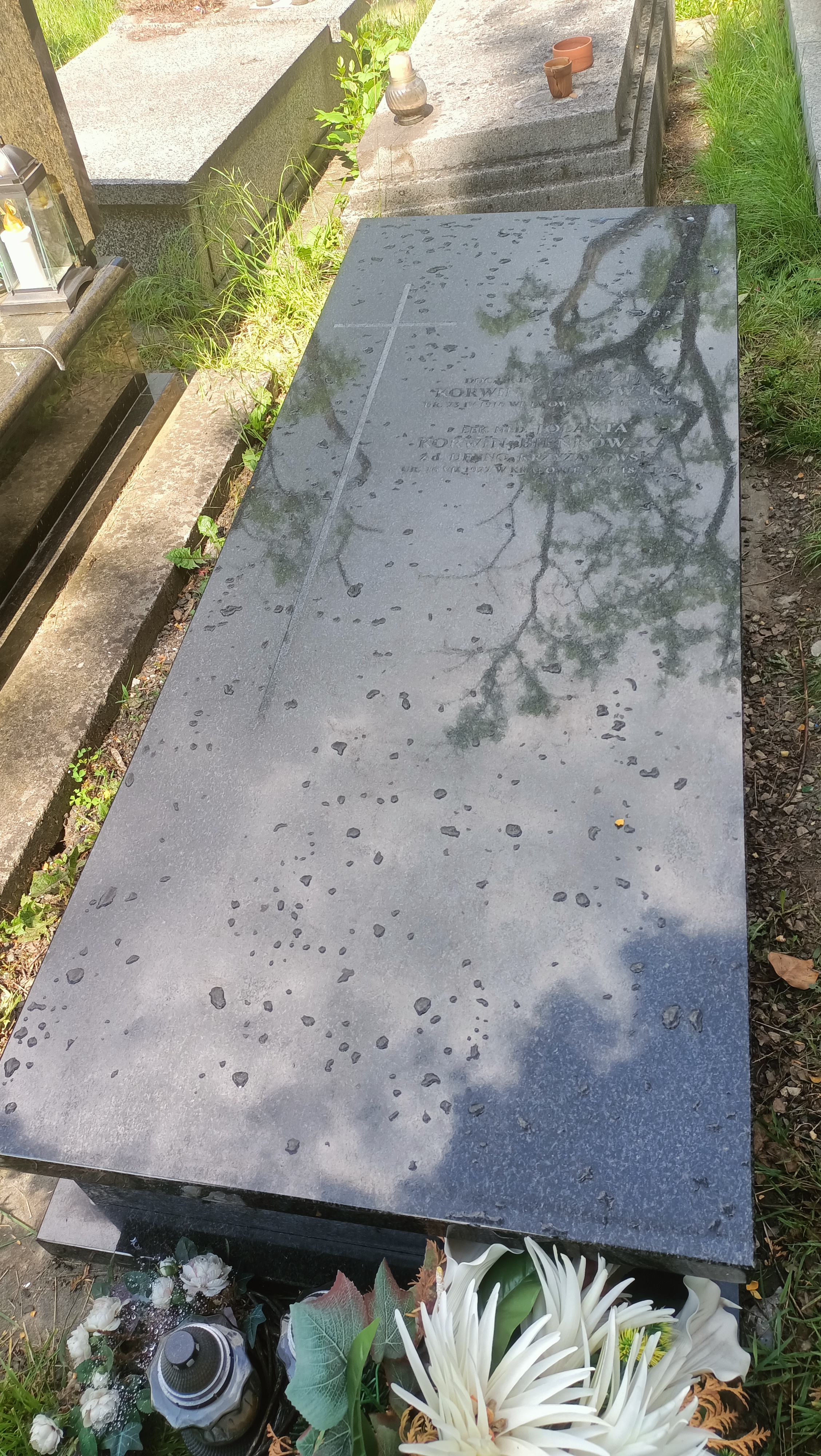
}Grób ekonomisty Andrzeja Bieńkowskiego na cmentarzu Rakowickim

Andrzej Franciszek Bieńkowski (ur. 23 kwietnia 1916 we Lwowie, zm. 13 września 1971 w Krakowie) – polski ekonomista leśnictwa.
Był synem profesora Stanisława Bieńkowskiego. Ukończył studia na Wydziale Rolniczo-Lasowym Politechniki Lwowskiej, a także na Wydziale Rolniczym Uniwersytetu Jagiellońskiego. W 1948 na Uniwersytecie Jagiellońskim przedstawił pracę doktorską  i został doktorem nauk rolniczych, od 1957 przez dziesięć lat pracował jako adiunkt w Katedrze Statystyki Matematycznej na Wydziale Rolniczym krakowskiej Wyższej Szkoły Rolniczej. W 1966 przedstawił rozprawę habilitacyjną i objął stanowisko docenta w Katedrze Ekonomiki Leśnictwa i Drzewnictwa. 
Spoczywa na cmentarzu Rakowickim (kwatera L, rząd 2, grób 16).